# Nota do Tesouro Nacional
A Nota do Tesouro Nacional (NTN) é um título emitido pelo Tesouro Nacional por meio do Tesouro Direto para a cobertura do déficit orçamentário, exclusivamente sob a forma escritural, no SELIC..

## Modalidades
Na atualidade, são oferecidas cinco Notas do Tesouro Nacional:
- Tesouro IPCA+ (Nota do Tesouro Nacional - NTN-B Principal): título com rentabilidade vinculada à variação do IPCA, acrescida de juros definidos no momento da compra. Não há pagamento de cupom de juros semestral e é ideal para formar poupança de médio e longo prazo, garantindo seu poder de compra.[2]
- Tesouro IPCA+ Juros Semestrais (Nota do Tesouro Nacional série B - NTN-B): título com rentabilidade vinculada à variação do IPCA, acrescida de juros definidos no momento da compra. Ideal para formar poupança de médio e longo prazo, garantindo seu poder de compra. Paga juros semestrais.[2]
- Tesouro Prefixado com Juros Semestrais (Nota do Tesouro Nacional série F - NTN-F): título com rentabilidade prefixada, definida no momento da compra. Paga juros semestrais.[2]
- Tesouro Renda+ (NTN-B1)ː criado como instrumento para auxiliar no planejamento da aposentadoria, o  título tem rentabilidade vinculada à variação do IPCA, acrescida de juros definidos no momento da compra. A modalidade prevê um período de acumulação, no qual ocorre o aporte de recursos, ou seja, a formação de uma poupança para o futuro; e outro de conversão, no qual o investidor recebe de volta o montante aplicado ao longo dos anos, acrescido dos juros e correção da inflação. O valor investido é pago ao longo de 20 anos, em 240 parcelas mensais. [3]
- Tesouro Educa+ (NTN-B1ː criado como instrumento para auxiliar no planejamento para custeio dos estudos. Assim como no Tesouro Renda+,  a modalidade prevê um período de acumulação, no qual ocorre o aporte de recursos, ou seja, a formação de uma poupança para o futuro; e outro de conversão, no qual o investidor recebe de volta o montante aplicado ao longo dos anos, acrescido dos juros e correção da inflação. O valor investido é pago ao longo de 5 anos, em 60 parcelas mensais. [4]

O Tesouro também ofertava a Nota do Tesouro Nacional - série C (NTN-C), um título semelhante às NTN-B, mas indexado ao IGP-M, outro índice de inflação. Contudo desde 2007 o Tesouro não oferta mais este título.